# Jawaharnagar (Gujarat Refinery)
Jawaharnagar (Gujarat Refinery) là một thị xã và là một khu vực công nghiệp quy hoạch (industrial notified area) của quận Vadodara thuộc bang Gujarat, Ấn Độ.

## Nhân khẩu
Theo điều tra dân số năm 2001 của Ấn Độ, Jawaharnagar (Gujarat Refinery) có dân số 4666 người. Phái nam chiếm 51% tổng số dân và phái nữ chiếm 49%. Jawaharnagar (Gujarat Refinery) có tỷ lệ 79% biết đọc biết viết, cao hơn tỷ lệ trung bình toàn quốc là 59,5%: tỷ lệ cho phái nam là 83%, và tỷ lệ cho phái nữ là 75%. Tại Jawaharnagar (Gujarat Refinery), 14% dân số nhỏ hơn 6 tuổi.